# Euriphene phreone
Euriphene phreone är en fjärilsart som beskrevs av Joachim Francois Philiberto de Feisthamel 1850. Euriphene phreone ingår i släktet Euriphene och familjen praktfjärilar. Inga underarter finns listade i Catalogue of Life.